# Francés Totsants Gròs

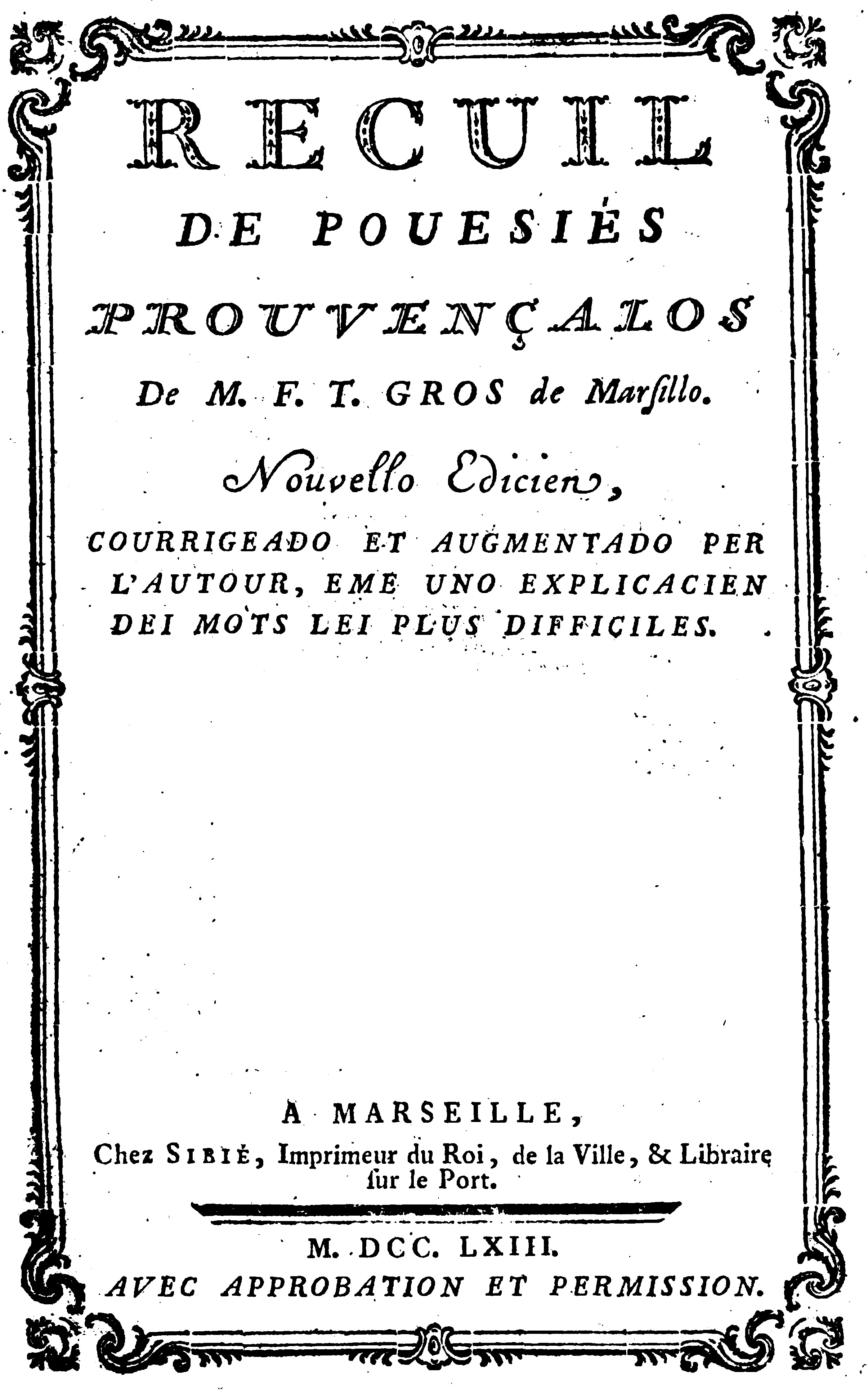
Edición de 1763

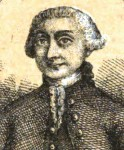
Retrato de la edición de 1841

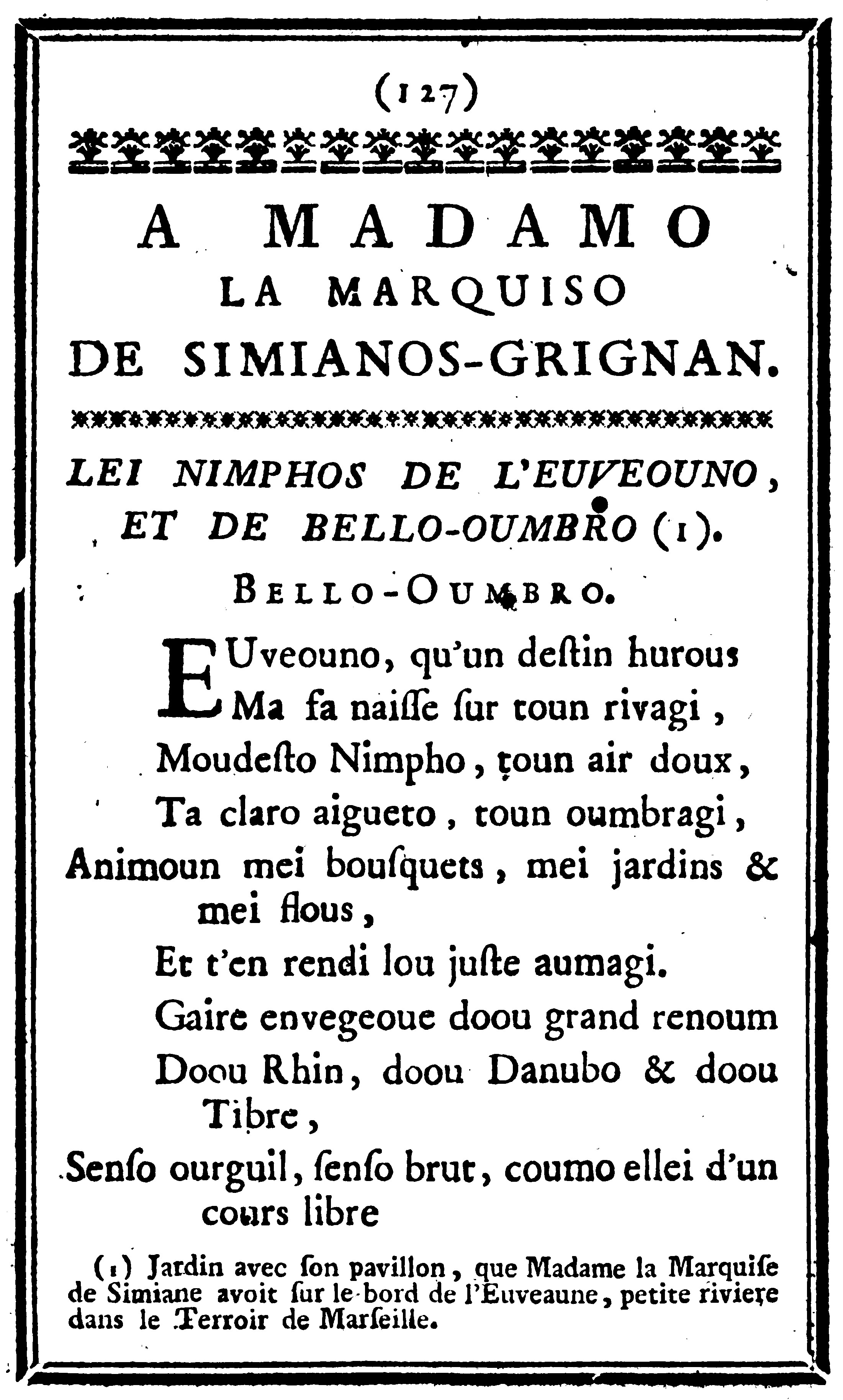
Dedicatoria a su amiga Pauline de Simane

Francés Totsants Gròs (en francés : François Toussaint Gros ; Marsella, 1698 - Lyon, el 20 de enero de 1748) fue un escritor y un poeta provenzal de lengua occitana.

## Biografía
Estudió en Marsella, en el Collège de l'Oratoire, para ser sacerdote pero no llegó a pronunciar sus votos. Era amigo de la Marquesa Pauline de Simiane nieta de la Marquesa de Sévigné (la famosa escritora). Totsant Gròs vivió en París donde se casó y tuvo dos hijos. Volvió a Provenza donde publicó una serie de poemas en occitano en 1734. Murió en Lyon ocupaba el cargo administrativo público de Fermier.

## Edición en línea
- Recuil de pouesiés prouvençalos, segunda edición, 1763.
- Obras completas, 1841.

- Datos: Q3085943